# La Paz, Cesar
La Paz là một khu tự quản thuộc tỉnh Cesar, Colombia. Thủ phủ của khu tự quản La Paz đóng tại Robles Khu tự quản La Paz có diện tích 1082 ki lô mét vuông. Đến thời điểm ngày 28 tháng 5 năm 2005, khu tự quản La Paz có dân số 20390 người.